# Edhem Šljivo
Edhem Šljivo (ur. 16 marca 1950 w Sarajewie) – piłkarz bośniacki grający na pozycji pomocnika.

## Kariera klubowa
Karierę piłkarską Šljivo rozpoczął w klubie FK Sarajevo. W sezonie 1968/1969 zadebiutował w jego barwach w pierwszej lidze jugosłowiańskiej, a już od następnego sezonu był podstawowym zawodnikiem zespołu. W FK Sarajevo grał przez 10 sezonów, ale nie osiągnął większych sukcesów w lidze i Pucharze Jugosławii.
W 1978 roku Šljivo przeszedł do belgijskiego RFC de Liège, gdzie grał wraz z rodakiem Seadem Sušiciem. Zawodnikiem drużyny z miasta Liège był przez 3 lata.
W 1981 roku Šljivo został piłkarzem francuskiego OGC Nice, z którym na koniec sezonu 1981/1982 spadł do drugiej ligi. Po spadku Nice odszedł do 1. FC Köln, a 21 sierpnia 1982 zadebiutował w niemieckiej Bundeslidze w meczu z Eintrachtem Brunszwik (2:2). W 1983 roku zdobył z Köln Puchar Niemiec.
Jesienią 1983 roku Šljivo wrócił do RFC de Liège, gdzie występował do 1987 roku, czyli do końca swojej kariery.
| Sezon   | Klub         | Kraj       | Rozgrywki             | Mecze | Bramki |
| ------- | ------------ | ---------- | --------------------- | ----- | ------ |
| 1968/69 | FK Sarajevo  | Jugosławia | Prva liga Jugoslavije | 15    | 0      |
| 1969/70 | FK Sarajevo  | Jugosławia | Prva liga Jugoslavije | 34    | 1      |
| 1970/71 | FK Sarajevo  | Jugosławia | Prva liga Jugoslavije | 26    | 2      |
| 1971/72 | FK Sarajevo  | Jugosławia | Prva liga Jugoslavije | 33    | 3      |
| 1972/73 | FK Sarajevo  | Jugosławia | Prva liga Jugoslavije | 30    | 2      |
| 1973/74 | FK Sarajevo  | Jugosławia | Prva liga Jugoslavije | 33    | 5      |
| 1974/75 | FK Sarajevo  | Jugosławia | Prva liga Jugoslavije | 32    | 9      |
| 1975/76 | FK Sarajevo  | Jugosławia | Prva liga Jugoslavije | 33    | 9      |
| 1976/77 | FK Sarajevo  | Jugosławia | Prva liga Jugoslavije | ?     | ?      |
| 1977/78 | FK Sarajevo  | Jugosławia | Prva liga Jugoslavije | 32    | 6      |
| 1978/79 | RFC de Liège | Belgia     | Division I            | 31    | 13     |
| 1979/80 | RFC de Liège | Belgia     | Division I            | 30    | 8      |
| 1980/81 | RFC de Liège | Belgia     | Division I            | 30    | 8      |
| 1981/82 | OGC Nice     | Francja    | Ligue 1               | 36    | 3      |
| 1982/83 | 1. FC Köln   | RFN        | Bundesliga            | 28    | 2      |
| 1983/84 | 1. FC Köln   | RFN        | Bundesliga            | 9     | 0      |
| 1983/84 | RFC de Liège | Belgia     | Division I            | 23    | 6      |
| 1984/85 | RFC de Liège | Belgia     | Division I            | 33    | 7      |
| 1985/86 | RFC de Liège | Belgia     | Division I            | 30    | 1      |
| 1986/87 | RFC de Liège | Belgia     | Division I            | 15    | 0      |

## Kariera reprezentacyjna
W reprezentacji Jugosławii Šljivo zadebiutował 18 lutego 1976 roku w przegranym 1:2 towarzyskim meczu z Tunezją. W tym samym roku był w kadrze Jugosławii na Euro 76, jednak nie zagrał tam w żadnym meczu. W 1982 roku został powołany przez selekcjonera Miljana Miljanicia do kadry Mistrzostwa Świata w Hiszpanii. Tam był podstawowym zawodnikiem i zagrał w trzech meczach: z Irlandią Północną (0:0), z Hiszpanią (1:2) i z Hondurasem (1:0). Od 1976 do 1982 roku rozegrał w kadrze narodowej 12 meczów i zdobył 2 gole.